# André Brink
André Philippus Brink, OIS (Vrede, 29 de maio 1935 – Cidade do Cabo, 6 de fevereiro 2015) foi um romancista, ensaísta e poeta sul-africano.
Escreveu em Afrikaans e Inglês e ensinou Inglês na Universidade da Cidade do Cabo.
Na década de 1960, Brink, Ingrid Jonker, Etienne Leroux e Breyten Breytenbach foram figuras-chave no significativo movimento literário Afrikaans conhecido como Die Sestigers ("The Six -ers"). Esses escritores procuraram usar o afrikaans como língua para falar contra o governo do apartheid e também para trazer para a literatura afrikaans a influência das tendências contemporâneas do inglês e do francês. Embora os primeiros romances de Brink estivessem especialmente preocupados com o apartheid, os seus trabalhos posteriores abordaram a nova gama de questões colocadas pela vida numa África do Sul democrática.

## Biografia
Brink nasceu em Vrede, no Estado Livre. Brink mudou-se para Lydenburg, onde se matriculou na Hoërskool Lydenburg em 1952 com sete distinções, sendo o segundo aluno do então Transvaal a alcançar esse feito, e estudou literatura Afrikaans na Potchefstroom University of South Africa. O seu imenso apego à literatura o levou-o à França de 1959 a 1961, onde se formou em literatura comparativa pela Sorbonne Université em Paris.
Durante sua estada, ele deparou-se  com um facto inegável que mudou a sua opinião para sempre: os alunos negros eram tratados de forma igualitária aos demais alunos. De volta à África do Sul, ele tornou-se num dos mais proeminentes escritores Afrikaans, juntamente com o romancista Etienne Leroux e o poeta Breyten Breytenbach, a desafiar a política de apartheid do Partido Nacional através da sua escrita. Durante uma segunda estada na França entre 1967 e 1968, ele endureceu a sua posição política contra o Apartheid e começou a escrever em Afrikaans e Inglês para aumentar a sua audiência e superar a censura que enfrentava no seu país natal naquela época.
De facto, o romance Kennis van die aand (1973) foi o primeiro livro em afrikaans alvo de confiscação pela Censura do regime de Apartheid.
André Brink traduziu Kennis van die ae para o inglês e publicou-o no estrangeiro, entitulado: Looking on Darkness . Esta foi a sua primeira autotradução. Depois disso, André Brink passou a escreveu as suas obras simultaneamente em inglês e em afrikaans. Em 1975, ele obteve seu PhD em Literatura na Universidade de Rhodes.
Nos anos setenta e oitenta, Brink (ao lado dos vencedores do Prémio Nobel da Literatuta Nadine Gordimer e J.M. Coetzee) tornou-se o mais famoso  autor sul-africano com traduções dos seus trabalhos em mais de trinta línguas.
Em 2008, ecoando uma cena do seu romance A Chain of Voices, a família foi assolada pela tragédia, quando o seu sobrinho Adri Brink foi assassinado frente à sua esposa e filhos ma sua própria casa em Gauteng.
Ele morreu durante um vôo de Amsterdão para a África do Sul após uma visita na Bélgica, onde recebeu um doutorado honorário da Université Catholique de Louvain francófona belga. Brink foi casado cinco vezes. O filho de Brink, Anton Brink, é um artista.

## Trabalhos
Para uma lista de publicações mais abrangente, consulte o artigo em Afrikaans sobre André P. Brink.

### Romances
- O embaixador
- Olhando na escuridão (1973)

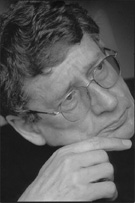
André Brink

- An Instant in the Wind (1975) - selecionado para o Prémio Booker.
- Rumours of Rain (1978) - selecionado para o Booker Prize
- A Dry White Season (1979) - Prémio Memorial Martin Luther King[8]
- A Chain of Voices (1982)
- O Muro da Peste
- Estados de Emergência (1989)
- Um ato de terror (1992)
- A Primeira Vida de Adamastor (1993)
- Pelo contrário (1994)
- Imaginings of Sand (1996)
- Devil's Valley (1998)
- Os direitos do desejo (2000)
- O outro lado do silêncio (Anderkant die Stilte) (2002)
- Before I Forget (2004)
- O Outro Lado do Silêncio (2004)
- Praying Mantis (2005)
- The Blue Door (2006)
- Outras Vidas (2008)
- Philida (2012)

### Memórias
- A Fork in the Road (2009)

### Ensaios
- Línguas do romance: Reflexões de um amante (1998)